# Attribuut (filosofie)
Het begrip attribuut wordt in de filosofie op meerdere wijzen gebruikt. De meeste scholastieke filosofen gebruiken het begrip als een synoniem voor het begrip primaire eigenschap. Het begrip lijkt in het bijzonder gereserveerd te zijn voor de eigenschappen van God, maar kan ook in andere contexten gebruikt worden.

## Attributen bij Spinoza
Baruch Spinoza maakt een onderscheid tussen attributen en propria. Propria zijn Gods eigenschappen zoals alwetendheid, almachtigheid, et cetera; het gaat hier om afgeleide, zogezegd "secundaire" eigenschappen. De attributen daarentegen zijn de "wezenlijke" eigenschappen van God. Volgens Spinoza heeft God, in lijn met zijn volmaaktheid, oneindig veel attributen. Twee worden er expliciet benoemd: denken en uitgebreidheid. Hierbij moet men in overweging nemen dat Spinoza pantheïst is: hij identificeert God met de gehele Natuur. Over hetgeen Spinoza in gedachten had bij de overige attributen, tast men (vooralsnog) in het duister.
Het begrip attribuut is een van de kernstukken van Spinoza's metafysica. In zijn Ethica definieert hij het als volgt: "Per attributum intelligo id, quod intellectus de substantiâ percipit, tanquam ejusdem essentiam constituens.", ofwel: "Onder een attribuut versta ik een zaak die het verstand kent als iets wat het wezen van een substantie vormt.". En evenzo definieert hij de enige substantie (God) als volgt: "Per Deum intelligo ens absolute infinitum, hoc est, substantiam constantem infinitis attributis, quorum unumquodque aeternam, et infinitam essentiam exprimit.", ofwel: "Onder God versta ik een volstrekt oneindig zijnde, dat wil zeggen een substantie die uit oneindige attributen bestaat, waarvan ieder een eeuwige en oneindige essentie tot uitdrukking brengt." Hij benadrukt hierbij dat het niet om in zijn categorie oneindig, maar om absoluut oneindig gaat.
Aangezien Spinoza's monisme erop neerkomt dat hij slechts de existentie van één substantie erkent, kan men zich afvragen hoe oneindig veel attributen zich verhouden tot die ene substantie. De antwoorden vindt men voornamelijk in Deel 1 en in het begin van Deel 2 van de Ethica.
1. Ten eerste valt het op dat Spinoza in twee "richtingen" spreekt over deze relatie: enerzijds drukt een substantie zich uit (exprimit) in een of meer attributen, anderzijds kan een substantie worden beschouwd (concipiuntur) onder een of meer attributen.
2. Ten tweede stelt Spinoza[6] dat twee (hypothetische) substanties met verschillende attributen niets gemeen hebben. Ofwel: twee attributen voegen geheel verschillende wezenskenmerken toe aan de substantie.
3. Ten derde stelt Spinoza vast[7] dat, ook al laten twee attributen zich als reëel onderscheiden denken (de een zonder de hulp van de ander), wij daar toch niet uit kunnen afleiden dat zij twee zijnden of twee verschillende substanties vormen: ieder attribuut brengt de werkelijkheid of het zijn van de substantie tot uitdrukking en derhalve kunnen aan één substantie meerdere attributen toegekend worden.
4. Ten vierde bepaalt Spinoza[8] dat de orde en het verband tussen de ideeën dezelfde zijn als de orde en het verband tussen de dingen. Aangezien hij al eerder vaststelde dat er slechts één substantie bestaat, die door minstens twee attributen, namelijk denken en uitgebreidheid, uitgedrukt wordt, impliceert dit dat deze attributen, hoewel verschillend van aard, volledig parallel zijn. Spinoza verklaart dit als volgt: "Bijvoorbeeld een in de werkelijkheid bestaande cirkel en de idee van een ook in God bestaande cirkel zijn één en dezelfde zaak die door verschillende attributen wordt ontvouwd."[9]

### Achtergrond
De introductie van deze theorie door Spinoza kan het beste begrepen worden tegen de achtergrond van Descartes' metafysica. Volgens laatstgenoemde bestonden er ten minste twee substanties, namelijk, de res cogitans (denkende substantie) en de res extensa (uitgebreide substantie). Spinoza's verdienste is, dat hij beide verenigt in één en dezelfde substantie; het denken en de uitgebreidheid worden niet meer opgevat als twee afzonderlijke substanties, maar als attributen van één en dezelfde substantie. Een van de directe gevolgen van deze wending is dat denken en uitgebreidheid bij Spinoza nomologisch volkomen congrueren, terwijl er bij Descartes nog een verschil kon bestaan tussen de substantiële kenmerken van het denken versus de substantiële kenmerken van de uitgebreidheid. Dit kenmerk van Spinoza's metafysica was voor onder meer Curley een aanleiding voor de hypothese dat Spinoza's metafysica materialistisch zou zijn.

## Attributen in de logica
In de contemporaine logica is de term "attribuut" nagenoeg synoniem met het begrip "predicaat". Beiden termen verwijzen naar een onbepaalde eigenschap van een object.